# Kolping Krankenkasse

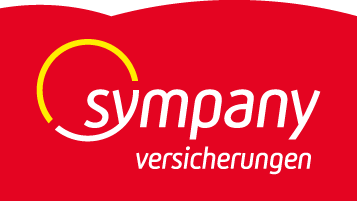
Logo bis Juni 2022

Logo bis 2017

Älteres Logo

Die Kolping Krankenkasse AG mit Sitz in Basel war eine auf die Krankenversicherung spezialisierte, gesamtschweizerisch tätige Schweizer Versicherungsgesellschaft der Sympany Gruppe. Sie erbrachte Leistungen gemäss dem Obligatorischen Krankenversicherungsgesetz.

## Geschichte
Die Kolping Krankenkasse hat ihren Ursprung in der Schweizer Kolpingbewegung, die 1853 mit der Gründung des Schweizer Kolpingwerks ihren Anfang genommen hatte. 1885 gründete der katholische Gesellenverein die Kolping Krankenkasse in Form eines Vereins. Diese wurde 1917 vom Bund als verbandseigene Krankenkasse anerkannt. 1974 öffnete sich die Krankenkasse für Kinder und Frauen, wodurch sie zur Familienkasse wurde. Die Einführung des Krankenversicherungsgesetzes 1997 hatte zur Folge, dass sich die Kolping Krankenkasse vom Schweizer Kolpingwerk lösen musste. 2002 wurde der Verein in eine nichtgewinnorientierte Aktiengesellschaft umgewandelt. Die Kolping Krankenkasse AG schloss sich 2016 als Tochtergesellschaft der Stiftung Sympany an.
2017 wurde Kritik am früheren Chef der Kasse bekannt. Er hatte einen leitenden Angestellten des Bundesamtes für Gesundheit (BAG), der die Kasse überwachen sollte, zu VIP-Veranstaltungen und Nachtessen eingeladen.
Nach dem Anschluss als Tochtergesellschaft innerhalb der Sympany Gruppe wurde der eigene Markenauftritt per Ende 2017 aufgelöst. Zwischen 2018 und 2023 war die Kolping Krankenkasse AG zwar weiterhin eigenständiger Rechtsträger und juristische Person, trat jedoch nur noch unter der gemeinsamen Marke der Sympany am Markt auf. Per 1. Januar 2024 erfolgte dann der vollständige Zusammenschluss mit der Vivao Sympany AG.